# 沙鮑弱氏瓊脂

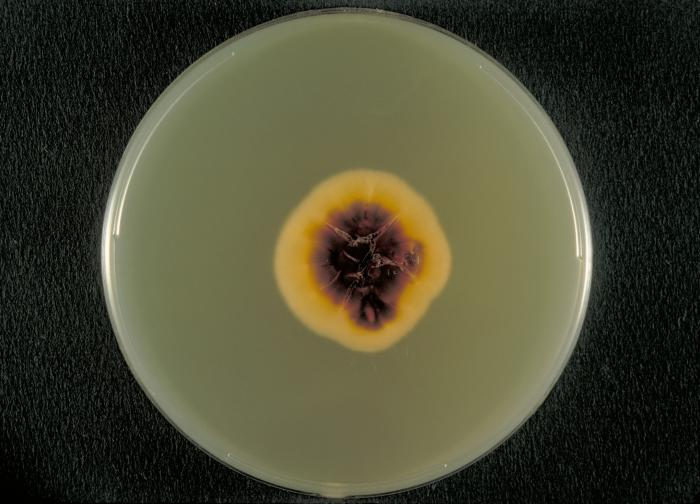
沙鮑弱氏瓊脂上的红色毛癣菌（Trichophyton rubrum var. rodhaini）

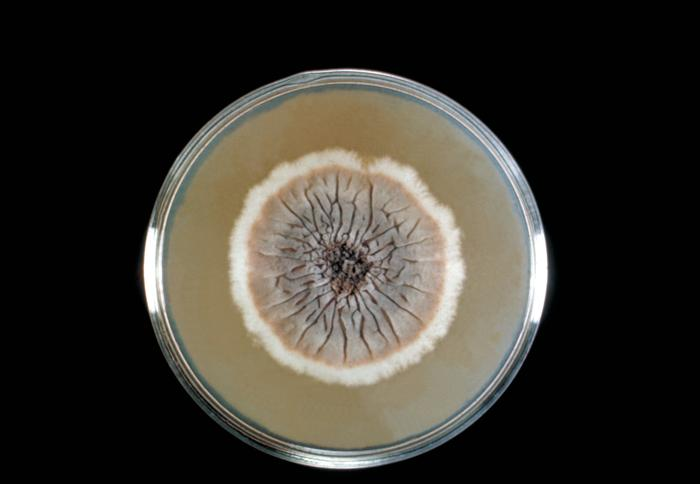
沙鮑弱氏瓊脂上的申克氏孢子絲菌

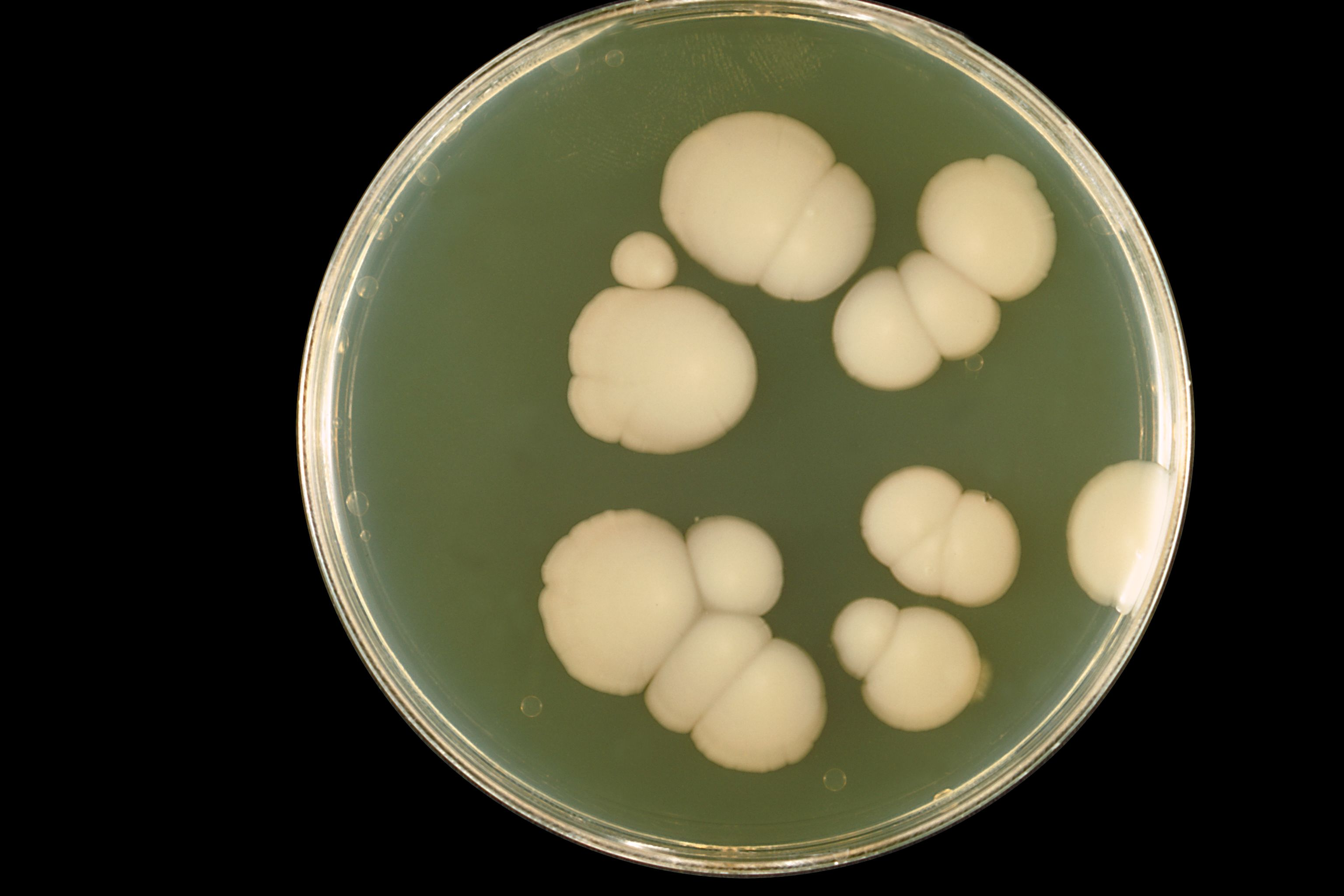
沙鮑弱氏瓊脂上的白色念珠菌

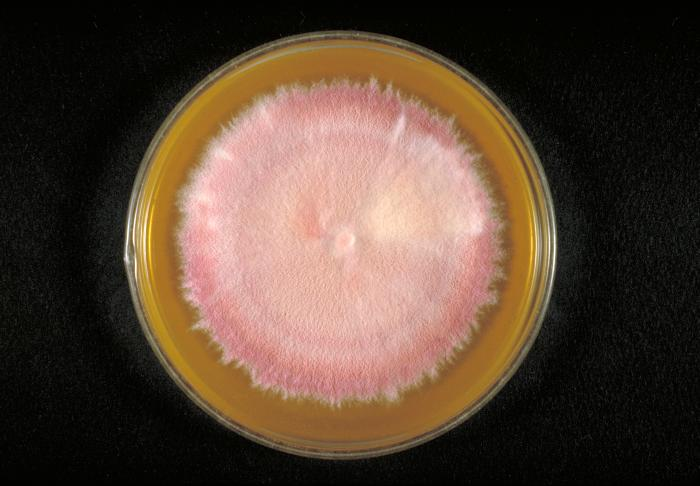
沙鮑弱氏瓊脂上的毛癬菌屬 terrestre

沙鮑弱氏瓊脂（英語：Sabouraud's agar）是一種瓊脂培養基的配方，擁有蛋白腖和葡萄糖為其營養成分，用于於皮肤癣真菌及其他真菌的培养。它之所以抑制一般的細菌生長是因為它的酸鹼值較低（pH 5.6），而酵母菌則偏於較低的酸鹼值；此外，沙鮑弱氏瓊脂也常添加氯黴素和放線菌酮抑制某些真菌或土壤腐生真菌的生長。所以此培養基對於皮肤癣真菌及黴菌的檢色較為方便。

## 歷史
此培養皿的名字命名為它的發明者雷蒙·萨布罗（Raymond Sabouraud，旧译沙鲍弱），於1892年發明。後來由Chester W. Emmons調整把pH水平更接近中性範圍，和調整葡萄糖濃度降低到支持其他真菌的生長。5.6 pH值的傳統沙氏培養基的配方抑制細菌的生長。

## 典型成分
沙鮑弱氏瓊脂通常包含：
- 40 g/L 葡萄糖
- 10 g/L 肽（Peptone#Peptide_classes）
- 20 g/L 瓊脂
- pH 5.6